# Liste der Mitglieder der Landstände von Waldeck 1830–1848
Diese Liste nennt die Mitglieder der Landstände von Waldeck 1830–1848.

## Einleitung
Rechtsgrundlage für die Landstände war die Landständische Verfassungsurkunde für das Fürstentum Waldeck vom 19. April 1816, der sogenannte Landesvertrag. Danach bestanden die Landstände wie bisher aus den Besitzern der Rittergüter (Ritterschaft) und den Vertretern der Städte. Hinzu kamen 10 Vertreter des Bauernstandes (je Justizoberamt wurden zwei auf Lebenszeit gewählt) und ein Vertreter der Stadt Arolsen. Die Liste nennt die Abgeordneten zwischen dem 27. Oktober 1830 (dem Tag der Eröffnung des 1830er Landtags) und dem 3. April 1848 (dem Tag der Eröffnung des 1848er Landtags). In dieser Zeit fand eine Landtagssession (vom 27. Oktober bis 11. Dezember 1830) statt. Daneben wurden Beschlüsse im Umlaufverfahren getroffen. Erst im Laufe der Märzrevolution 1848 traten die Stände erneut zusammen.

## Liste
Die Mitglieder waren:
| Abgeordneter                               | Wohnort                                             | Stand                                       | Anmerkungen |
| ------------------------------------------ | --------------------------------------------------- | ------------------------------------------- | --- |
| Johannes Bach                              | Rhoden                                              | kleinere Städte                             | Eingetreten am 6. Februar 1832 für Anton Mertens |
| Adolph Bangert                             | Sachsenberg                                         | kleinere Städte                             | Eingetreten am 9. November 1840 für den verstorbenen Johann Philipp Zobel. Ausgeschieden am 1. April 1848. Sein Nachfolger trat erst nach dem 3. April 1848 ein                                                                                                   |
| Johannes Behlen                            | Welleringhausen                                     | Bauernstand (OJA Eisenberg)                 | Eingetreten Mitte 1837 für den verstorbenen Henrich Philipp Pohlmann. Behlen verstarb am 1. Januar 1848. Nachfolger wurde Wilhelm Grebe, der am 3. April 1848 eintrat                                                                                             |
| Carl von Benning                           | auf Rhena                                           | Ritterschaft                                | Eingetreten am 18. Juni 1836 für den verstorbenen Friedrich Rube |
| Johannes Bornemann                         | Landau                                              | kleinere Städte                             | Ausgeschieden im Herbst 1832. Nachfolger wurde Henrich Kuckuck. Eingetreten am 2. November 1840 für Philipp Saure. Ausgeschieden am 24. Oktober 1842. Nachfolger wurde Philipp Saure                                                                              |
| Johann Ludwig von Bourscheid               | auf Nordenbeck                                      | Ritterschaft                                | Durch den Verkauf des Gutes verlor er seine Landstandschaft. Er wurde dennoch (ggf. irrtümlich) zum 1830er Landtag eingeladen. Am 28. Oktober 1830 trat dann Thomas Canisius als Nachfolger ein.                                                                  |
| Christian Brützel                          | Fürstenberg                                         | kleinere Städte                             | Eingetreten am 11. Dezember 1833 für Heinrich Bürgener. Ausgeschieden im Herbst 1836. Nachfolger wurde Ludwig Buckert. Eingetreten am 23. Dezember 1840 für Ludwig Buckert. Ausgeschieden im Herbst 1842. Nachfolger wurde David Freund                           |
| Ludwig Buckert                             | Fürstenberg                                         | kleinere Städte                             | Eingetreten am 6. Januar 1838 für Christian Brützel. Ausgeschieden am 23. Dezember 1840. Nachfolger wurde Christian Brützel |
| Heinrich Bürgener                          | Fürstenberg                                         | kleinere Städte                             | Eingetreten am 21. Dezember 1831 für Christian Oberlies. Ausgeschieden am 11. Dezember 1833. Nachfolger wurde Christian Brützel |
| Bernhard Bunte                             | Adorf                                               | Bauernstand (OJA Eisenberg)                 | Eingetreten im Spätsommer 1844 für Carl Wigand |
| Thomas Canisius                            | auf Nordenbeck                                      | Ritterschaft                                | Eingetreten am 28. Oktober 1830 für Johann Ludwig von Bourscheid |
| Eduard Cuntze                              | auf Mengeringhausen (Burggut)                       | Ritterschaft                                | Eingetreten am 2. Oktober 1840 als Vormund für die Erben von Eduard Leonhardi |
| Alexander Felix von Dalwigk zu Lichtenfels | auf Züschen und Campf                               | Ritterschaft                                | Ab 1832 auch Landstand für Campf. Verstorben am 17. August 1839. Kein Nachfolger |
| Andreas Deiß                               | Züschen                                             | kleinere Städte                             | Eingetreten am 20. Dezember 1841 für den verstorbenen Christian Schäfer. Am 11. November 1847 ausgeschieden. Nachfolger wurde Valentin Knierim |
| Carl Dieterichs                            | auf Adorf                                           | Ritterschaft                                | Ausgeschieden am 20. September 1835. Kein Nachfolger |
| Carl Döhne                                 | Niederwildungen                                     | Bürgermeister                               | Eingetreten am 14. November 1842 für Wilhelm Schotte. Ausgeschieden am 12. Oktober 1846. Nachfolger wurde Jacob Rörig. Eingetreten am 18. Oktober 1847 für Jacob Rörig                                                                                            |
| Ferdinand Duncker                          | Korbach                                             | Stadtsekretär                               | Eingetreten am 24. Juli 1843 für Friedrich Waldeck |
| Johannes Ebersbach                         | Sachsenhausen                                       | kleinere Städte                             | Eingetreten am 31. Dezember 1835 als Nachfolger von Wilhelm Ebersbach |
| Wilhelm Ebersbach                          | Sachsenhausen                                       | kleinere Städte                             | Ausgeschieden am 31. Dezember 1835. Nachfolger war Johannes Ebersbach |
| Wilhelm Engelhard                          | auf Mengeringhausen (Freigut)                       | Ritterschaft                                | Severin. Ab 1837 war er zugleich Landstand als Stadtsekretär von Mengeringhausen in Nachfolge von Friedrich Leonardi |
| Friedrich Ludwig Esau                      | Mengeringhausen                                     | Bürgermeister                               | Eingetreten am 11. März 1848 für Ferdinand Leonhardi |
| David Freund                               | Fürstenberg                                         | kleinere Städte                             | Eingetreten am 10. Januar 1848 für Christian Brützel |
| Jost Gleisner                              | Altwildungen                                        | kleinere Städte                             | Eingetreten im Herbst 1834. Verstorben am 11. November 1835. Nachfolger wurde Johannes Christian Sälzer |
| Louis Gleisner                             | Arolsen                                             | Stadt Arolsen                               | Ausgeschieden am 21. August 1846. Bis zum 3. April 1848 trat kein Nachfolger ein |
| Wilhelm Gleisner                           | Niederwildungen                                     | Stadtsekretär                               | Ausgeschieden März/April 1835. Nachfolger wurde Wilhelm Mogk |
| Heinrich Göbel                             | Freienhagen                                         | kleinere Städte                             | Eingetreten im Herbst 1840 für Johannes Lippe. Ausgeschieden im Herbst 1843. Nachfolger wurde Justus Graß. Eingetreten am 16. Oktober 1846 für Justus Graß. Verstorben am 27. August 1847. Nachfolger wurde Jonas Nordmeyer                                       |
| Johannes Göbert                            | Braunau                                             | Bauernstand (OJA Eder)                      | Verstorben am 13. Februar 1832. Nachfolger wurde Johann Michael Ulrich |
| Henrich Graf                               | Nieder-Waroldern                                    | Bauernstand (OJA Twiste)                    | |
| Justus Graß                                | Freienhagen                                         | kleinere Städte                             | Eingetreten am 4. November 1844 für Heinrich Göbel. Ausgeschieden am 16. Oktober 1846. Nachfolger wurde Heinrich Göbel |
| Johann Wilhelm Grebe                       | Massenhausen, ab 1832 Vasbeck                       | Bauernstand (OJA Twiste)                    | Verstorben am 18. Januar 1840. Nachfolger wurde Daniel Schreiber |
| Wilhelm von Hanxleden                      | auf Gershausen                                      | Ritterschaft                                | |
| Friedrich Hastenpflug                      | Niederwildungen                                     | Stadtsekretär                               | Eingetreten am 25. Juli 1843 für Wilhelm Mogk |
| Christian Höhle                            | Waldeck                                             | kleinere Städte                             | Ausgeschieden im Herbst 1831. Nachfolger wurde Jacob Höhle. Eingetreten am 29. Oktober 1834 für Jacob Höhle. Ausgeschieden im Herbst 1835. Nachfolger wurde Jacob Höhle.                                                                                          |
| Henrich Höhle                              | Waldeck                                             | kleinere Städte                             | Eingetreten am 26. Oktober 1838 für Christian Schulze |
| Jacob Höhle                                | Waldeck                                             | kleinere Städte                             | Eingetreten im Herbst 1831 für Christian Höhle. Ausgeschieden im Herbst 1832. Nachfolger war Christian Höhle. Eingetreten im Herbst 1835 für Christian Höhle. Ausgeschieden am 29. Oktober 1836. Nachfolger war Christian Schulze                                 |
| Georg Friedrich Klapp                      | Mengeringhausen                                     | Bürgermeister                               | Eingetreten im Herbst 1834 für Friedrich Ludwig Esau. Verstorben am 4. Januar 1844. Nachfolger war Ferdinand Leonhardi |
| Valentin Knierim                           | Züschen                                             | kleinere Städte                             | Eingetreten am 11. November 1847 für Andreas Deiß |
| Daniel Kraft                               | Altwildungen                                        | kleinere Städte                             | Ausgeschieden im Herbst 1832. Nachfolger wurde im Herbst 1834 Jost Gleisner |
| Wilhelm Krantz                             | Wethen                                              | Bauernstand (OJA Diemel)                    | Verstorben am 2. April 1844. Nachfolger wurde Henrich Kraushaar |
| Henrich Kraushaar                          | Helmighausen                                        | Bauernstand (OJA Diemel)                    | Eingetreten am 28. Januar 1845 für Wilhelm Krantz |
| Philipp Krummel                            | Altwildungen                                        | kleinere Städte                             | Eingetreten am 10. Oktober 1838 für Johannes Christian Sälzer |
| Henrich Kuckuck                            | Landau                                              | kleinere Städte                             | Eingetreten im Herbst 1833 für Johannes Bornemann. Ausgeschieden im Herbst 1836. Nachfolger wurde Philipp Saure. Eingetreten am 11. Februar 1843 für Philipp Saure. Ausgeschieden im Herbst 1843. Nachfolger wurde Henrich Ramme                                  |
| Friedrich von Leliwa                       | auf Freienhagen (Burggut)                           | Ritterschaft                                | Eingetreten 1834, ausgeschieden 1842, kein Nachfolger |
| Eduard Leonhardi                           | auf Mengeringhausen (Burggut)                       | Ritterschaft                                | Eingetreten am 30. November 1830, verstorben am 18. Januar 1831. Der Nachfolger Eduard Cuntze trat 1840 ein |
| Ferdinand Leonhardi                        | Mengeringhausen                                     | Bürgermeister                               | Eingetreten am 2. März 1844 für Georg Friedrich Klapp. Ausgeschieden 1847. Nachfolger wurde Friedrich Ludwig Esau |
| Friedrich Leonhardi                        | Mengeringhausen                                     | Stadtsekretär                               | Verstorben am 28. März 1837. Nachfolger wurde Wilhelm Engelhard |
| Johannes Lippe                             | Freienhagen                                         | kleinere Städte                             | Eingetreten am 8. November 1834 für Ludwig Schluckebier. Ausgeschieden im Herbst 1836. Nachfolger wurde Heinrich Wiweke. Eingetreten im Herbst 1839 als Nachfolger von Heinrich Wiweke. Ausgeschieden im Herbst 1840. Nachfolger wurde Heinrich Göbel             |
| Carl von Lüninck                           | auf Meingeringhausen                                | Ritterschaft                                | |
| Adam Martin                                | Freienhagen                                         | kleinere Städte                             | Im Herbst 1831 ausgeschieden. Nachfolger wurde Ludwig Schluckebier |
| Anton Mertens                              | Rhoden                                              | kleinere Städte                             | Ausgeschieden Anfang 1832. Kein Nachfolger. Eingetreten Anfang 1834. Ausgeschieden am 6. Februar 1835. Nachfolger war Johannes Bach |
| Johann Daniel Michel                       | Bergheim                                            | Bauernstand (OJA Werbe)                     | Verstorben am 13. Juli 1841. Nachfolger wurde Johannes Schäffer |
| Wilhelm Mogk                               | Niederwildungen                                     | Stadtsekretär                               | Eingetreten am 2. Juli 1838 für Wilhelm Gleisner. Ausgeschieden Januar 1843. Nachfolger wurde Friedrich Hastenpflug |
| Philipp Müller                             | Niederwildungen                                     | Bürgermeister                               | Eingetreten 1835 für Wilhelm Schotte. Ausgeschieden im Herbst 1838. Nachfolger wurde Wilhelm Schotte |
| Friedrich Wilhelm Muth                     | Niederwerbe                                         | Bauernstand (OJA Werbe)                     | Eingetreten im Herbst 1830 als Nachfolger des 1827 verstorbenen Theodor Herwig. Aus gesundheitlichen Gründen 1844 ausgeschieden. Nachfolger wurde Johann Heinrich Prützel                                                                                         |
| Jonas Nordmeyer                            | Freienhagen                                         | kleinere Städte                             | Eingetreten am 1. Oktober 1847 für Heinrich Göbel |
| Christian Oberlies                         | Fürstenberg                                         | kleinere Städte                             | Ausgeschieden am 21. Dezember 1831. Nachfolger war Heinrich Bürgener |
| Louis von Padtberg                         | auf Ottlar (Helmighausen)                           | Ritterschaft                                | Eingetreten am 29. Juni 1845 |
| Henrich Philipp Pohlmann                   | Rhenegge                                            | Bauernstand (OJA Eisenberg)                 | Verstorben am 2. Mai 1836. Nachfolger wurde Johannes Behlen |
| Johann Henrich Prentzel                    | Züschen                                             | kleinere Städte                             | Eingetreten im Herbst 1832 für Daniel Schönewald. Am 2. November 1840 ausgeschieden. Nachfolger wurde Christian Schäfer |
| Friedrich Wilhelm Muth                     | Niederwerbe                                         | Bauernstand (OJA Werbe)                     | Eingetreten am 27. Januar 1845 als Nachfolger von Friedrich Wilhelm Muth. Verstorben am 14. Januar 1848. der Nachfolger, Johann Daniel Michel trat erst nach dem 3. April 1848 ein                                                                                |
| Henrich Ramme                              | Landau                                              | kleinere Städte                             | Eingetreten am 9. November 1843 für Henrich Kuckuck. Ausgeschieden am 21. September 1848. Nachfolger wurde Johann Heinrich Reddehase |
| Johann Heinrich Reddehase                  | Landau                                              | kleinere Städte                             | Eingetreten am 9. November 1848 für Henrich Ramme |
| Jacob Rieder                               | Reinhardshausen                                     | Bauernstand (OJA Eder)                      | |
| Jacob Rörig                                | Niederwildungen                                     | Bürgermeister                               | Eingetreten am 12. Oktober 1846 für Carl Döhne. Ausgeschieden am 18. Oktober 1847. Nachfolger wurde Carl Döhne |
| Friedrich Rube                             | Korbach/Rhena                                       | Ritterschaft                                | Ausgeschieden am 6. Mai 1833. Nachfolger war Carl von Benning |
| Johannes Christian Sälzer                  | Altwildungen                                        | kleinere Städte                             | Eingetreten am 3. Januar 1835 für Jost Gleisner. Ausgeschieden von Herbst 1836 bis Herbst 1837. Ausgeschieden am 20. Oktober 1838. Nachfolger wurde Philipp Krummel                                                                                               |
| Philipp Saure                              | Landau                                              | kleinere Städte                             | Eingetreten im Herbst 1837 für Henrich Kuckuck. Ausgeschieden am 2. November 1840. Nachfolger wurde Johannes Bornemann. Verstorben am 21. Dezember 1842. Nachfolger wurde Henrich Kuckuck                                                                         |
| Christian Schäfer                          | Züschen                                             | kleinere Städte                             | Eingetreten am 2. November 1840 für Johann Henrich Prenztel. Verstorben am 19. November 1841. Nachfolger wurde Andreas Deiß |
| Johannes Schäffer                          | Bergheim                                            | Bauernstand (OJA Werbe)                     | Eingetreten im Frühjahr 1842 für Johann Daniel Michel |
| Friedrich Schenck zu Schweinsberg          | auf Höhnscheid                                      | Ritterschaft                                | Ausgeschieden 1832. Kein Nachfolger |
| Friedrich Schleicher                       | Korbach                                             | Bürgermeister                               | Eingetreten 1832 für Carl Wigand. Verstorben am 24. September 1839. Nachfolger wurde Georg Engelhard |
| Ludwig Schluckebier                        | Freienhagen                                         | kleinere Städte                             | Eingetreten am 13. Oktober 1832 für Adam Martin. Am 8. November 1834 ausgeschieden. Nachfolger wurde Johannes Lippe |
| Heinrich Ernst Schnare                     | Schmillinghausen                                    | Bauernstand (OJA Diemel)                    | Verstorben am 19. Januar 1844. Nachfolger wurde Ludwig Schnarre |
| Ludwig Schnare                             | Schmillinghausen                                    | Bauernstand (OJA Diemel)                    | Eingetreten am 27. Januar 1845 für Heinrich Ernst Schnarre |
| Daniel Schönewald                          | Züschen                                             | kleinere Städte                             | Ausgeschieden im Herbst 1831. Nachfolger wurde Johann Henrich Prentzel |
| Wilhelm Schotte                            | Niederwildungen                                     | Bürgermeister                               | Ausgeschieden 1833. Nachfolger wurde Philipp Müller. Eingetreten am 13. Oktober 1838 für Philipp Müller. Ausgeschieden am 14. November 1842. Nachfolger wurde Carl Döhne                                                                                          |
| August Schreiber                           | Massenhausen                                        | Bauernstand (OJA Twiste)                    | Eingetreten am 27. Juli 1843 für Daniel Schreiber |
| Daniel Schreiber                           | auf Lengefeld (Eilhausen), Bauernstand (OJA Twiste) | Ritterschaft                                | Am 22. Juli 1841 als Vertreter der Ritterschaft ausgeschieden. Kein Nachfolger. Eingetreten am 28. April 1842 für Wilhelm Grebe als Vertreter des Bauernstandes OJA Twiste eingetreten. Verstorben am 12. Dezember 1842. Nachfolger wurde August Schreiber        |
| Christian Schultze                         | Waldeck                                             | kleinere Städte                             | Eingetreten am 29. Oktober 1836 für Jacob Höhle. Ausgeschieden am 26. Oktober 1838. Nachfolger wurde Henrich Höhle |
| Carl August Severin                        | auf Mengeringhausen (Freigut)                       | Ritterschaft                                | Landstand ab 1801. Aufgrund seiner wirtschaftlichen Lage (die später zum Konkurs führte) wurde er nicht auf der Liste der Landstände geführt. Erst 1835 wurde mit Wilhelm Engelhard wieder ein Besitzer des ehemaligen Gaugrebenschen Gutes als Landstand geführt |
| Carl Speirmann                             | auf Cappel (Arolsen)                                | Ritterschaft                                | |
| Heinrich Stoecker                          | auf Ottlar (Helmighausen)                           | Ritterschaft                                | Ab 26. Juni 1830 als Vormund des minderjährigen Louis von Padtberg. Ausgeschieden 1832 |
| Johann Michael Ulrich                      | Reinhardshausen                                     | Bauernstand (OJA Eder)                      | Eingetreten im Juni 1832 für Johannes Göbert. Verstorben am 11. September 1843. Nachfolger wurde Julius Waldschmidt |
| Georg Christian Wilhelm Vesper             | Korbach                                             | Bürgermeister                               | Eingetreten am 24. Februar 1842 für Georg Engelhard |
| Georg Wagener                              | auf Schloss Reckenberg                              | Ritterschaft                                | Verstorben am 29. April 1833. Der Nachfolger, Georg Ludwig Wagener trat erst nach dem 3. April 1848 ein |
| Friedrich Waldeck                          | Korbach                                             | Stadtsekretär                               | Eingetreten am 22. Mai 1834 für Reinhard Waldeck. Verstorben am 17. Oktober 1842. Nachfolger wurde Ferdinand Duncker |
| Philipp Waldeck                            | auf Altwildungen (Burghof)                          | Ritterschaft                                | |
| Reinhard Waldeck                           | Korbach                                             | Stadtsekretär                               | Verstorben am 7. Februar 1832. Nachfolger wurde Friedrich Waldeck |
| Julius Waldschmidt                         | Wega                                                | Bauernstand (OJA Eder)                      | Eingetreten am 27. Januar 1845 für Johann Michael Ulrich |
| Carl Weiß                                  | auf Goddelsheim I                                   | Ritterschaft                                | Ausgeschieden 1839. Kein Nachfolger |
| Karl Wigand                                | Korbach                                             | Bürgermeister / Bauernstand (OJA Eisenberg) | Ausgeschieden 1832 als Bürgermeister der Stadt Korbach. Nachfolger wurde Friedrich Schleicher. Als gewählter Vertreter der Bauernschaft des OJA Eisenberg blieb er bis zu seinem Tod am 14. Januar 1844 Landstand. Nachfolger wurde Bernhard Bunte                |
| Heinrich Wiweke                            | Freienhagen                                         | kleinere Städte                             | Eingetreten am 14. November 1837 für Johannes Lippe. Ausgeschieden im Herbst 1839. Nachfolger wurde Johannes Lippe |
| Johann Philipp Zobel                       | Sachsenberg                                         | kleinere Städte                             | Ausgeschieden im Herbst 1836. Kein Nachfolger. Eingetreten im Herbst 1837. Verstorben am 1. September 1840. Nachfolger wurde Adolph Bangert |